# The Laughing Gnome
The Laughing Gnome is een nummer van de Britse muzikant David Bowie, uitgebracht op single in 1967. Het nummer werd geïnspireerd door een van Bowies vroegere invloeden Anthony Newley. Het nummer bestaat uit een gesprek tussen de zanger en de "lachende gnoom" uit de titel, wiens versnelde stem (gecreëerd door Bowie en engineer Gus Dudgeon) verschillende woordspelingen maakte op het woord "gnome".
Bij de originele uitgave van het nummer kwam het niet in de hitlijsten terecht, maar in 1973 werd het nummer opnieuw uitgebracht om mee te liften op Bowie's succes uit zijn Ziggy Stardust-periode en kwam tot de zesde plaats in de hitlijsten in het Verenigd Koninkrijk. Het nummer verschilde sterk met het nieuwe materiaal dat Bowie destijds uitbracht en volgens verschillende critici was platenlabel Decca Records "ongeveer de enige onbeschaamde partij". Desondanks beschreef Bowie het later als een goede manier om zijn lichte kant te laten zien aan het publiek, na de donkerdere muziek van The Rise and Fall of Ziggy Stardust and the Spiders from Mars en Aladdin Sane. Een nieuwe heruitgave in 1982 kwam niet in de hitlijsten terecht.
Tijdens de Sound+Vision Tour, waarin Bowie "voor het laatst" zijn grootste hits zou spelen, kon de setlist voor alle shows deels beïnvloed worden door het publiek door het bellen van een telefoonnummer. Als antwoord op deze manier van het samenstellen van een setlist lanceerde het tijdschrift NME een nepcampagne waarbij zij wilden dat "The Laughing Gnome" zou worden gespeeld. Bowie overwoog om het nummer "in de stijl van The Velvets ofzo" te spelen, totdat hij ontdekte dat de stemmen beïnvloed waren door het magazine. In 2003 overwoog hij ook om het nummer te spelen tijdens zijn concert in Glasgow, maar kort voor de show werd besloten om dit niet te doen.

## Tracklijst
- Beide nummers geschreven door David Bowie.

1. "The Laughing Gnome" - 3:01
2. "The Gospel According to Tony Day" - 2:48

## Muzikanten
- David Bowie: zang, gitaar
- Derek Boyes: orgel
- Peter Hampshire: gitaar
- Dek Fearnley: basgitaar
- John Eager: drums
- Gus Dudgeon: vocalen van de gnoom